# François Gemenne
Pour les articles homonymes, voir Gemenne.
François Gemenne, né le 22 décembre 1980 à Liège, est un politologue et chercheur belge, enseignant vacataire à l'Institut d'études politiques de Paris et directeur de l'Observatoire Hugo dédié aux migrations environnementales à l'Université de Liège en Belgique.
Co-auteur du sixième rapport du GIEC, il s'est spécialisé dans les questions de migrations environnementales et climatiques et dans les politiques d'adaptation au réchauffement climatique.

## Biographie
François Gemenne effectue ses études secondaires au Collège Saint-Louis à Liège.
Encore adolescent, il acquiert des convictions et est marqué par certaines expériences que lui permettent ses parents. Il voyage en Palestine, en Bosnie-Herzégovine et est stagiaire à l'ONU, à New York.
Étudiant en sciences politiques, il soutient sa thèse de doctorat sur le sujet des migrations environnementales.
François Gemenne est professeur à l'Institut d'études politiques de Paris et directeur de l'Observatoire Hugo à l'Université de Liège,. À partir de 2014, il travaille en particulier sur le concept d'Anthropocène avec l'anthropologue Bruno Latour.
Il est co-directeur de l’Observatoire Défense et Climat du ministère des Armées en France, établi à l’IRIS.

### Engagement
À 22 ans, François Gemenne intègre durant deux ans le cabinet de José Daras, membre du parti Ecolo. Ce dernier est à l'époque ministre des transports, de l'énergie et de la mobilité au Gouvernement wallon.
Lors de la campagne pour l'élection présidentielle française de 2017, François Gemenne est contacté par Benoît Hamon afin de lui donner différents conseils. Parmi ceux-ci figurent le fait de fournir des visas humanitaires aux réfugiés, l'investissement massif dans la recherche et les énergies renouvelables ou encore l'adaptation au changement climatique dans les pays en développement.
Lors de l'élection présidentielle française de 2022, François Gemenne prend la direction du conseil scientifique de Yannick Jadot, le candidat EÉLV. Il dresse après le premier tour le constat que les candidats ayant un programme compatible avec les objectifs de l'Accord de Paris sur le climat ne rassemblent qu'un électeur sur quatre. Il s'interroge alors sur la légitimité démocratique de l'Accord de Paris.
En 2013, il devient membre du Conseil scientifique de la Fondation pour la nature et l'homme (FNH), une fondation française reconnue d'utilité publique. Depuis le 24 mai 2023, il est président du Conseil scientifique de cette même fondation,.
Il déclare que la foi chrétienne catholique, compatible avec la gauche écologiste, a pour lui de l'importance.

### Groupe d'experts intergouvernemental sur l'évolution du climat
François Gemenne est co-auteur du sixième rapport du GIEC (groupe 2). Il appelle à accélérer l'adaptation au vu des impacts du réchauffement climatique déjà visibles.

### Médias
François Gemenne apparaît régulièrement dans les médias belges en tant qu'intervenant par exemple à la RTBF ou sur LN24 mais également sur certaines chaînes de radio et de télévision françaises.
Le 20 novembre 2023, le chercheur apparaît dans En terres opposées — diffusé sur France 5 — où il accepte de rentrer en contact avec les militants des Soulèvements de la Terre, dans le but que chacun échange sur les moyens d'action à mettre en œuvre pour lutter contre le dérèglement climatique,.

## Prises de position

### Affaire Publifin
En 2017, alors que le scandale de l'affaire Publifin éclate en Wallonie, François Gemenne réalise plusieurs interventions médiatiques. Il qualifie notamment Publifin et Nethys de « système de nature mafieuse ». Il dénonce diverses personnalités du Parti socialiste liégeois pour leurs agissements au sein de l'intercommunale. Sont cités, entre autres, Stéphane Moreau, André Gilles ou encore Paul Furlan. En réaction à ces propos, Publifin déclare vouloir porter plainte contre François Gemenne pour calomnie et diffamation mais cette plainte ne sera finalement jamais déposée,.

## Distinctions
- Lauréat du prix ISDT-Wernaers en 2010.
- Bourse post-doctorale du fonds AXA pour la recherche en 2008[18].

## Ouvrages
- François Gemenne, On a tous un ami noir, Paris, Les éditions Fayard, 2020, 256 p. (ISBN 978-2213712772).
- François Gemenne, Géopolitique du climat : Les relations internationales dans un monde en surchauffe, Paris, Armand Colin, 2021, 208 p. (ISBN 978-2200632427).
- François Gemenne, Aleksandar Rankovic et Atelier de cartographie de Sciences Po, Atlas de l'anthropocène, Paris, Presses de Sciences Po, septembre 2021, 2e éd. (1re éd. 2019), 172 p., 21 × 24 cm, broché (ISBN 978-2724627855).
- Nicolas Regaud, Bastien Alex et François Gemenne, La guerre chaude : Enjeux stratégiques du changement climatique (Monographie), Paris, Presses de Sciences Po, coll. « Académique », 3 mars 2022, 1re éd. (1re éd. 2022), 304 p., 13,8 × 21 cm, broché (ISBN 9782724638103)
- François Gemenne, L'écologie n'est pas un consensus : Dépasser l'indignation, Paris, Fayard, novembre 2022, 126 p., broché (ISBN 9782213718637).

### Contributions à des ouvrages collectifs
- « Un monde de réfugiés ? », dans Laurent Testot et Laurent Aillet (direction), Collapsus : Changer ou disparaître ? Le vrai bilan sur notre planète, Éditions Albin Michel, 2020, 352 p. (ISBN 978-2-22644-897-2).

## Émissions de radio
- [vidéo] « Guerres climatiques : le nouveau péril ? », Olivia Gesbert sur France-Culture, 18 avril 2022, 30 min, Radio France. Entretien avec François Gemenne.

### Vidéographie
- « Climat et migration avec François Gemenne - Conférence de rentrée 2023 » (consulté le 9 septembre 2023)
- « MoHoTalk - François Gemenne "Vers une écologie optimiste et engageante" » (consulté le 9 septembre 2023)